# 秋桜の空に
『秋桜の空に』（こすもすのそらに）とはMarronより2001年7月27日に発売された18禁恋愛アドベンチャーゲーム作品およびこれを原作とした小説、アンソロジーコミック作品ならびにドラマCD作品である。

## 概要
Marronのデビュー作。ブランドによる公称ジャンルは「笑いと涙の癒し系AVG」で、主人公とヒロインがお互いに癒し合うことをテーマにストーリーが構成されている。
2002年8月には、まだ本作しか発売されていないにもかかわらずMarron作品オンリーの同人誌即売会「クリケット」が開催されている。
Marronの第2作『お姉ちゃんの3乗』（2003年7月25日発売）は本作と同じく奈々坂が舞台であり、制作スタッフ自身の手による同人クロスオーバー作品『こすもすきゅーぶ』も存在する。
また第3作『ひまわりのチャペルできみと』（2007年8月24日発売）も本作や『お姉ちゃんの3乗』と世界観を共有しており、過去作品のヒロインが登場する。同作の初回限定版特典として、竹井10日書下ろしのライトノベル『ひまわりのチャペルできみとvs秋桜の空に』が付属した。

## あらすじ
（出典：）
新沢靖臣は奈々坂学園の2年生で自称「運動にスポーツに青春を燃やす、心優しいナイスガイ」。事情があって両親と離れ、かつて祖父の家だった家で一人暮らしをしているが、ひとつ上の幼馴染である桜橋涼香（すずねえ）や愉快なクラスメートたち、彼を慕うかわいい後輩などに囲まれて楽しい学園生活を送っている。しかし、靖臣には彼と涼香しか知らない秘密があった。両親と離れた理由にもつながるその秘密のため、靖臣は誰かと深く結びつくことを躊躇するようになっており、そのことに涼香も心を痛めていた。
文化祭が目前に迫った秋の日、いつもと少し違う学園の中で靖臣と周囲の関係も徐々に今までと変わり始める。初めて心の底から愛する人を得て、その先に彼を待つものとは……。

## 登場人物
（出典：）
担当声優はドラマCD版でのキャスト。なお、以下の解説の一部に関しては原作者の竹井10日公認の同人誌初出のものを含む。

### メインキャラクター
新沢 靖臣（にいざわ やすおみ）　※名前は変更可能
声 - 緑川光（幼少時 - 横手久美子）
本作品の主人公。奈々坂学園2-B。常に突飛な言動・思考をするトラブルメーカーで「何をしでかすか分からない奈々坂学園伝説の学徒」と呼ばれている。ネーミングセンスが独特で、愛用の自転車を「オミクロン号」と呼んで涼香に呆れられている。ベッドや布団が苦手で、家の中でもハンモックで寝ている。彼自身はまったく気づいていないが、すさまじくもてる。中学時代は水泳をしていて中学記録も持っていたが、尊敬していた武彦の死が元で今は水泳からは遠ざかっている。得意技は幼児風うそ泣きで涼香にダダ甘えること。自分の身を守るためなら、人前でも平気で甘えられる。幼少期に一度記憶を失っており、それが原因で両親と疎遠になり、現在は一人暮らしをしている。
桜橋 涼香（さくらばし すずか）
声 - 桑島法子
奈々坂学園3-A。家は靖臣の家の隣で、靖臣からは「すずねえ」と呼ばれている幼馴染。とにかく靖臣を甘やかし、靖臣が呼べば当然、それどころか靖臣が来てほしいと念じれば駆けつけてくる。一見完璧に見えるが、一度に3人以上に注目されると謎の言動をしだす極度のあがり症。靖臣の事に関してはちょっとワガママでヤキモチやきな一面もある。またケーキには目がなく、ケーキがからむと靖臣すら巻き込むほどに人が変わる。「だぞっっっっっ！」など「っ」をやたら溜めてしゃべり、「くすくす」という笑い方をし、機嫌がいいと謎の歌を歌う。怒らせると「お姉ちゃんパンチ」が飛んでくる（ただし靖臣限定）。靖臣への態度には親愛の情だけではなく、彼女が幼いころに引き起こした事件で靖臣の人生を狂わせてしまったことへの負い目も含まれている。10月3日生まれ。
2003年から顕著になってくる「姉萌え」の先駆的存在である。このため、本作を「姉ゲーの源流」とみなす向きもある。
佐久間 晴姫（さくま はるひ）
声 - 池澤春菜
奈々坂学園2-Dで、靖臣とは同学年だが別のクラス。3人しかいない女子水泳部の部長。髪型はツインテール。靖臣からは「はるぴー」と呼ばれているが、そう呼んだり胸がつるぺたであることを指摘したりすると即座に怒り、「絶対殺す」の口癖とともに膝蹴りをかましてくる。海外留学に行った顧問の門脇先生の代わりに女子水泳部のコーチを引き受けた靖臣を、ある理由で毛嫌いしている。料理がとてもうまい。そばめしが好き。9月1日生まれ。
ツンデレの語源となったという説がある。2006年5月6日放送のフジテレビの深夜バラエティ番組『くるくるドカン〜新しい波を探して〜』でツンデレが取り挙げられた際には代表キャラとして挙げられていたが、これに関して竹井10日はMarron公式サイトの掲示板で「僕も人づてに聞いて初めて知って」と発言している。
楠 若菜（くすのき わかな）
声 - 田村ゆかり
奈々坂学園2-B。靖臣とは1年の時からのクラスメイトで、教室の席は最前列で靖臣の席の隣。靖臣からは「カナ坊」と呼ばれている。話すときには語尾に「カナ」をつけて2回繰り返すのが口癖で、靖臣から「2回言うな」とよくつっこまれる。家は金持ちではあるが、靖臣・初子・忠介とトラブルメーカーぞろいの中では常識人である。ドラマCDでは「変身魔法少女マジカルカナ坊」として活躍（？）したりもする。病弱なため身長139cm・体重29kgしかなく、入退院を繰り返しているが、それにもめげず逆に入院自慢や「入院中に仕入れたおばあちゃんの知恵袋」を披露したりしており、彼女の境遇を知る人々からは尊敬されている。栗が大好きだが、栗ようかんは邪道らしい。2月29日生まれ。
尼子崎 初子（あまこざき ういこ）
声 - 川上とも子
奈々坂学園2-B。靖臣とは1年の時からのクラスメイトで、若菜とは大親友。教室の席は靖臣の後ろ。一応「ういっち」という愛称があるがあまり使われない。跳ね髪・眼鏡・爆乳と三拍子そろった美少女だが、奇抜な思いつきで行動する靖臣以上のトラブルメーカーで、商店街では「暴れん坊ういちゃん」と恐れられている。1年の頃は演劇部に所属していたが人数不足により廃部となった。奈々坂神社の一人娘で、よく巫女姿で出歩いたりしている。好きな食べ物は梅干し。10月20日生まれ。
小泉 ひより（こいずみ ひより）
声 - 皆口裕子
奈々坂学園出身で、現在は21歳。一ツ坂大学の3年生で児童文学を専攻している。教育実習生として母校にやってきて、靖臣達がいる2-Bを受け持ち、「ひよ先生」「ひよひよ」と呼ばれる。担当教科は国語。鞠音の姉で、見た目は美人の大人の女性なのだが、しっかり者の妹とは違いかなりのドジっ娘である。「くしゅ〜」が口癖で、笑うときは「くしゅふふふ〜」、くしゃみは「くしゅん」となる。お尻が大きいのが特徴とされているが、指摘されると凹む。「パンダは強い」と思い込んでいて、頭だけパンダの着ぐるみをかぶっていることがある。芋が好物。1月15日生まれ。

### サブキャラクター
小泉 鞠音（こいずみ まりね）
声 - 山本麻里安
奈々坂学園1年。女子水泳部に所属しており、靖臣からは「鞠音」「まりぽん」と呼ばれている。靖臣と涼香とは中学からの付き合いで、2人の仲を気にしている。中学時代は水泳部のマネージャーをしていた。ドジな姉のひよりとは違い、しっかり者で礼儀正しい体育会系である。涼香を尊敬していて、涼香の「くすくす」笑いを真似ていたのが変化した「くすすす」という笑い方をする。間が悪く不憫とも言われている。プリンが好物。
野々宮 美影（ののみや みかげ）
声 - 南央美
奈々坂学園2年。靖臣とは別のクラスで、女子水泳部に所属。靖臣からは「ののむー」と呼ばれている。しゃべり方はかなりのスローペースで、頭にいつもコスモス星丸を乗せている。何を考えているのかよく分からないところがあり、突然「結婚してください」と口走ったりする。
小説版では教育実習生として登場する。
コスモス星丸（こすもす ほしまる）
声 - 南央美
美影がいつも頭に乗せている猿であるが、その姿はとても普通の猿とは思えない。人語を解し、美影と普通に会話している。「実は宇宙猿」「美影と融合している」などとも言われるが、実態は全く不明。靖臣いわく「食べ物として見られているフシがある」。
姉倉 子鹿（あねくら こじか）
声 - 釘宮理恵
不良中学生にからまれていたのを靖臣に助けられ、以後小学生であるにもかかわらず奈々坂学園に毎日やってきてはひよりの考えたあの手この手で靖臣にアタックをかけてくる。話すときには語尾に「風味」をつける。耳年増なところがあり、「女の子がそんな下品なことを言うな」と靖臣によく怒られる。
ゲーム本編ではひよりシナリオのみに登場する。ドラマCDでは主役になった。
江ノ尾 忠介（えのお ちゅうすけ）
声 - 子安武人
奈々坂学園2-Bで、靖臣のクラスメイト。常に学生服の上から白衣を羽織り、モノクル（単眼鏡）をかけている。自称マッドサイエンティストで、いつも怪しげな実験をしている。実は2-Bの級長。
小説版では教育実習生として登場。
真田 武彦（さなだ たけひこ）
声 - 井上和彦
靖臣や鞠音の中学時代の先輩で、靖臣からは「武彦さん」と呼ばれていた。独自に研究した真田流水泳術を確立した天才選手だったが、3年前に他界。靖臣の性格に大きな影響を与えた人物でもある。
山寺（やまでら）
声 - 井上和彦
奈々坂学園教師。2-Bの担任で、ついつい拝みたくなるような言動から、生徒達に「和尚」と呼ばれる人徳者。そのホームルームは「説法」、授業は「読経」と呼ばれており眠る生徒が続出する。
楠 璃奈（くすのき りな）
声 - 井上喜久子
若菜の母親で靖臣のことを気に入っている。靖臣からは「カナ坊おかん」と呼ばれている。
紀藤 姫子（きとう ひめこ）
声 - ひと美
靖臣とは1年のときのクラスメイトで、同じ中学出身の初子を経て靖臣とつき合おうとした。天使系の美人らしい。ゲーム本編では初子シナリオのみに登場し、ドラマCDにも登場。
姉倉 弥絵（あねくら やえ）
声 - こおろぎさとみ
子鹿の母親だが、子鹿にそっくりで小学生に見間違えられるほど若い美貌の持ち主。宣伝CMでは娘の子鹿に対抗し「フレーバー」（風味の英訳）を使用。
野並 祥子（のなみ しょうこ）
声 - 横手久美子
鞠音と同じく靖臣が中学時代に所属していた水泳部のマネージャー。涼香と同級生だが、現在は別の学校の生徒である。
尼子崎 源三（あまこざき げんぞう）
声 - 広瀬正志
奈々坂神社の神主で初子の祖父。
西園寺 由香（さいおんじ ゆか）
奈々坂学園2-Bで靖臣のクラスメイト。靖臣からは「ゆかりん」と呼ばれている。席は靖臣の隣（靖臣から見て若菜の反対側）。
練馬 かすが（ねりま かすが）
小説版に登場。八坂原学院出身で大学で靖臣と涼香に出会う。また、中学のころに晴姫と同級生だった（後に晴姫が引っ越す）。靖臣からは「ねりー」と呼ばれている。世話焼きもちである。

## スタッフ
- 企画・シナリオ：竹井10日
- キャラクターデザイン・原画：岩舘こう
- SDキャライラスト：すめらぎこう
- 販売：ホビボックス株式会社

## 主題歌
（出典：）
オープニングテーマ「さよならを空に」
作詞：竹井10日 / 作曲・編曲：LOOM / 歌：YUIKO
挿入歌「癒」
作詞：竹井10日 / 作曲・編曲：LOOM / 歌：YUIKO
エンディングテーマ「Everlasting Flower」
作詞：竹井10日 / 作曲・編曲：LOOM / 歌：YUIKO

## 関連書籍
秋桜の空に 〜奈々坂の門〜
2002年6月14日発売 / 原作：竹井10日 / カバーイラスト：岩舘こう / 挿絵：依澄れい / 発売：ケイエスエス / ISBN 4-87709-577-2
秋桜の空に アンソロジーコミック
2003年5月22日発売 / 原作：Marron / 発売：ソフトガレージ（ソフガレコミックス） / ISBN 4-921068-95-X

## ドラマCD
一部の巻はコミックマーケットで先行販売された。

### 第1期シリーズ
ドラマCD 秋桜の空に 〜空色の涼香〜
2003年1月17日発売 / 品番：HBDC-001
ドラマCD 秋桜の空に 〜水面の晴姫〜
2003年3月14日発売 / 品番：HBDC-002
ドラマCD 秋桜の空に 〜新緑の若菜〜
2003年5月23日発売 / 品番：HBDC-003
ドラマCD 秋桜の空に外伝 秋桜の海に
2003年8月29日発売 / 品番：HBDC-004

### 第2期シリーズ
ドラマCD 秋桜の空に 〜ひなたの子鹿〜
2004年3月12日発売 / 品番：HBDC-007
ドラマCD 秋桜の空に 〜そよ風のひより〜
2004年8月27日発売 / 品番：HBDC-010
ドラマCD 秋桜の空に 〜虹空の初子〜
2005年1月14日発売 / 品番：HBDC-012
ドラマCD 秋桜の空に 〜涼香の卒業〜
全巻購入特典の非売品

### ドラマCDスタッフ
- シナリオ・脚本：竹井10日
- ジャケットイラスト：岩舘こう（第1期・外伝）、黒星紅白（第2期）
- ブックレットイラスト：篤見唯子（新緑の若菜）、竹本泉（虹空の初子）
- レポート漫画：依澄れい（空色の涼香）
- 主題歌：「おもいでを空に」
  - 作詞：竹井10日、作曲・編曲：Wacha、歌：楠若菜（田村ゆかり）
  - フルバージョンは『秋桜の海に』に収録されている。
- 『新緑の若菜』主題歌：「Everlasting Flower」
  - 作詞：竹井10日、作曲・編曲：LOOM、歌：楠若菜（田村ゆかり）